# Сидервил (Калифорнија)
Сидервил (енгл. Cedarville) насељено је место без административног статуса у америчкој савезној држави Калифорнија.

## Демографија
По попису из 2010. године број становника је 514.
| Група             | 2000.    | 2010.       |
| Белци             | 0 (0,0%) | 403 (78,4%) |
| Афроамериканци    | 0 (0,0%) | 1 (0,2%)    |
| Азијати           | 0 (0,0%) | 0 (0,0%)    |
| Хиспаноамериканци | 0 (0,0%) | 86 (16,7%)  |
| Укупно            | 0        | 514         |